# Поярок

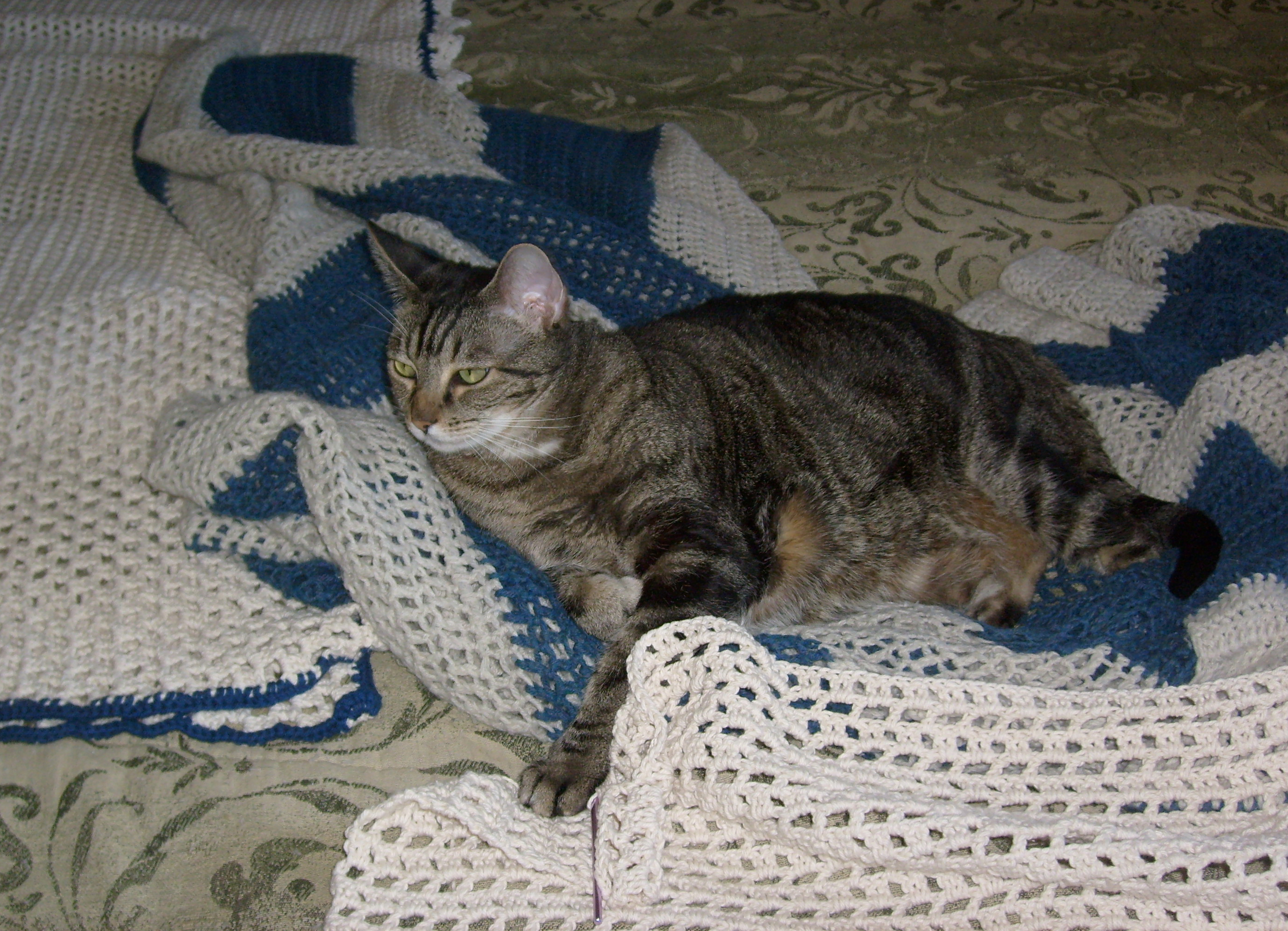
Кошка на изделиях из молодой овечьей шерсти.

Поярок:
- шерсть, руно[1] с ярки (молодой овцы[2], на 10-й неделе отроду[3]), первой стрижки, с овцы по первой осени[4], длиной 50 миллиметров или менее, получаемая от первой стрижки овец[5] в возрасте 5—7 месяцев[6][7][6][8].
- войлок или изделия из этой шерсти[4][9].

## История
Поярковая шерсть мягкая, эластичная, скользкая, применяется для высококачественного текстиля; отличается от прочей овечьей шерсти и лучшими техническими качествами. Поярковая шерсть, длиной не превышающая 4 см, характеризуется высоким содержанием пуховых и переходных волокон, различается по содержанию ости, тонине, наименованию породы, количеству сора и цвету. Для однородного поярка характерно штапельное строение (реже штапельно-косичное), свойственное содержание влаги — от 10 % до 19 %, остаточного жира — от 0,5 % до 1 %. У потребителя выше всего ценится наиболее длинная, свободная от сора белая или с кремовым оттенком шерсть ярочек (ярок).
На Руси (в России) из поярка изготавливали кустарным промыслом поярковые шляпы, поярковые валенки, катанки и так далее. Сейчас[когда?] очень ценятся стёганые покрывала с тёплым и мягким наполнителем из непрядёного поярка.
Сейчас[когда?] термин «поя́рковый» используется применительно к шерсти первого острига, а также к изделиям из шерсти, состригаемой с ягнят грубошерстной, тонкорунной, полутонкорунной, полугрубошерстной пород овец.

## Виды и типы
Неоднородную осеннюю и поярковую шерсть подразделяют по наименованиям, засоренности и цвету на:
- полугрубую всех наименований:
  - по цвету — белая, светло-серая, цветная;
  - по засоренности — свободная от сора, сильнозасоренная;
- грубую (за исключением карабахской и гиссарской):
  - по цвету — белая, светло-серая, цветная;
  - по засоренности — свободная от сора, сильнозасоренная;
- отсортировки:
  - базовая;
  - тавро (клочки шерсти, загрязненные красящими веществами)[14].